# Simão de Abreu
 Simão de Abreu  foi um pintor português, nascido no Século XVI, cuja biografia é mal conhecida. Exerceu a sua atividade no Convento de Cristo em Tomar, para o qual fora nomeado por carta régia de 1584. Será da sua autoria o ciclo das sete pinturas murais do alto da Charola, alusivo aos mistérios de Cristo. Entre os anos de 1592 a 1595 trabalhou juntamente com Domingos Vieira Serrão, tendo registado uma intensa atividade no Convento, trabalhando não só como pintor mas também como estofador e dourador de imagens, colunas, tocheiros e retábulos.